# Сотопанарі
Острів Сотопана́рі (яп. 外離島, そとぱなりじま, Сотопанарі-Дзіма, Сотобанаре) — невеликий острів в острівній групі Яеяма островів Сакісіма архіпелагу Рюкю. Адміністративно відноситься до округу Такетомі повіту Яеяма префектури Окінава, Японія.
Незаселений острів розташований біля західного узбережжя острова Іріомоте між бухтами Накара та Фунауке.
Площа становить 1,32 км², висота над рівнем моря — 149 м.
Офіційно острів вважається незаселеним, та попри відсутність прісної води відомо, що на ньому проживає один чоловік з 1992 року.